# Daniele Tinchella
Daniele Tinchella (Prato, 14 agosto 1952) è un ex ciclista su strada italiano.
Professionista dal 1976 al 1981, conta la vittoria di una tappa al Giro d'Italia.

## Carriera
Era un corridore con caratteristiche di velocista. I principali successi da professionista furono una tappa alla Setmana Catalana e una al Giro d'Italia nel 1976, una tappa alla Setmana Catalana e due alla Vuelta a Aragón nel 1978 e una tappa alla Parigi-Nizza nel 1979.

## Palmarès
- 1971

Coppa Lanciotto Ballerini
- 1974

Firenze-Viareggio
- 1975

2ª tappa Settimana Ciclistica Bergamasca (Suisio > Suisio)
3ª tappa Settimana Ciclistica Bergamasca (Osio Sotto > Osio Sotto)
6ª tappa Settimana Ciclistica Bergamasca (Bariano > Romano di Lombardia)
- 1976

3ª tappa Setmana Catalana (Organyà > Martorell)
22ª tappa, 2ª semitappa Giro d'Italia (Milano > Milano)
- 1978

5ª tappa Setmana Catalana (Esparreguera > Santa Eulàlia de Ronçana)
2ª tappa Vuelta a Aragón
5ª tappa, 1ª semitappa Vuelta a Aragón
- 1979

7ª tappa, 1ª semitappa Parigi-Nizza (Mandelieu > Nizza)

## Piazzamenti

### Grandi Giri
- Giro d'Italia

1976: 81º
1980: 87º
- Vuelta a España

1977: 50º
1978: 40º
1979: 70º

### Classiche monumento
- Milano-Sanremo

1976: 76º
1977: 11º
1980: 96º